# Chế độ tam hùng lần thứ hai

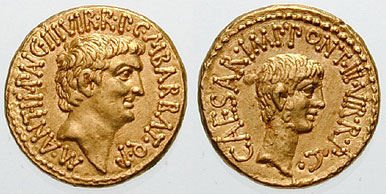
Roman aurei bearing the portraits of Mark Antony (left) and Octavian (right), issued in 41 BC to celebrate the establishment of the Second Triumvirate by Octavian, Antony and Marcus Lepidus in 43 BC. Both sides bear the inscription "III VIR R P C", meaning "One of Three Men for the Regulation of the Republic".

Chế độ tam hùng lần thứ hai (tiếng La tinh: Secundus Triumviratus hoặc Alter Triumviratus) là tên do các sử gia đặt cho liên minh chính trị chính thức của Octavian (sau này được gọi là Augustus), Marcus Aemilius Lepidus, và Mark Antony, được hình thành ngày 26 tháng 11, 43 TCN với việc ban hành Lex Titia, đạo luật đặt dấu chấm hết cho Cộng hòa La Mã. Chế độ tam hùng này tồn tại trong 2 nhiệm kỳ 5 năm, từ 43 TCN - 33 TCN.
Không giống như Chế độ tam hùng lần thứ 1 thành lập trước đó, Chể độ tam hùng lần thứ hai là một thể chế hợp pháp và chính thức đã được hội nghị công dân La Mã phê chuẩn. Quyền lực không thể lấn át của tam hùng đã vượt qua bất kỳ vị quan nào khác, kể cả quan chấp chính tối cao.